# Свістунов Олександр Григорович
Олекса́ндр Григо́рович Свістуно́в (рос. Александр Григорьевич Свистунов; нар. 23 лютого 1947, Львів) — колаборант, голова «Русского Движения Украины», голова партії «Русский блок». Депутат Верховної ради АР Крим 5—6-го скликань (2006—2014).

## Життєпис
Народився в родині російських переселенців-окупантів у Львові.
Після закінчення середньої школи служив у радянській армії, потім працював на Львівському заводі «Електрон» майстром, начальником цеху, начальником виробництва.
У 1978 році закінчив історичний факультет Львівського державного університету імені Івана Франка, навчався в аспірантурі.
З 1977 по 1982 рік викладав у школах та вищих навчальних закладах Донецька та Львова.
У 1983—1987 роках — механік на залізниці, начальник рефрижераторного поїзда.
У 1987 році створив і очолив виробничий кооператив, у подальшому — об'єднання кооперативів та низку виробничо-комерційних підприємств у Львові.
З 1993 року був активним членом проросійської партії «Громадянський конгрес». Потім через конфлікт з керівництвом вийшов з партії.
З 1995 по 2001 рік — президент львівської Асоціації ділового співробітництва підприємців «Слов'яни». У 1996 році виконував обов'язки члена Ради співвітчизників при Державній думі Росії, був обраний президентом Конфедерації російських громад та організацій західних областей України. У 1997 році організував Асоціацію національних товариств Львівщини. У 1999 році брав участь у створенні Конфедерації національних товариств західних областей України. У травні 1999 року проводить І з'їзд росіян України, на якому обраний заступником голови «Русского Совета Украины».
3 липня 1999 року на установчій конференції обраний головою «Русского движения Украины». Організатор Міжнаціонального форуму України, установчий з'їзд якого відбувся 5—6 лютого 2000 року в Києві. Обраний головою форуму.
20 червня 2002 року на третьому з'їзді партії «За Русь єдину», головою якої був Свістунов, ухвалено рішення про об'єднання з партією «Російсько-український союз» (голова Іван Петрович Симоненко) та про ухвалення нової назви партія «Русский блок». У листопаді 2002 року з ініціативи Свістунова створили «Русский медиа-холдинг», до складу якого увійшли 17 видань, з яких 14 — друковані, а 3 — інтернет-видання. Партія та медіа-холдинг фінансувалися з Російської Федерації, мали за основне завдання ліквідацію незалежності України.
Внаслідок конфлікту в керівництві «Русского движения Украины» та «Русского блока» в березні 2005 року був зміщений з посади голови цих організацій та виключений з них. Олександр Свістунов не визнав ці рішення, його прихильники провели з'їзд 19 липня 2005 року, який скасував рішення попереднього з'їзду та залишив Свістунова на посаді голови руху та партії. Міністерство юстиції України також не визнало усунення Олександра Свістунова з посад голови.
З квітня 2006 року — депутат Верховної Ради АР Криму (за списками блоку «За Януковича!», до якого увійшли Партія регіонів та «Русский блок»). Головою партії «Русский блок» Олександр Свістунов залишався до 2010 року, а «Русским движением Украины» керував до квітня 2014 року.
У квітні 2014 року виїхав до окупованого Криму (місто Бахчисарай), де продовжив колаборантську діяльність. У 2016 році брав участь від партії «Рост» у виборах до Державної думи Росії, але обраним не став.
Підтримав військове російське вторгнення в Україну у 2022 році.
У 2024 році СБУ оголосила Олександру Свістунову підозру в пособництві державі-агресору та виправданні збройної агресії Росії. За даними слідства, він знайшов та завербував агента Олександра Косторного, який надалі скоригував повітряну атаку на Яворівську військову базу у березні 2022 року.

## Особисте життя
У Львові мешкав у п'ятикімнатній квартирі з інтер'єром, що після ремонту був зроблений у стилі бароко. Загальна площа помешкання сягала 211 м2, вартість 950 тисяч доларів (станом на 2024 рік). Квартира розташовувалася на другому поверсі чотириповерхового будинку–пам'ятки архітектури у стилі неокласицизму початку XX ст, на вулиці Новаківського, 8. За цією адресою була також зареєстрована ГО «Русское движение Украины». Офіційно квартира була записана на доньку Свістунова — Олену Свістунову, яка її продала у 2014 році.
За неофіційною інформацією, одним з основних джерел доходів Свістунова, під час проживання у Львові, був конвертаційний бізнес. Через підозри в організації фіктивного бізнесу та шахрайстві у 2012-му його затримувала СБУ, а його соратники заявляли тоді про політичне переслідування й просили допомоги у російського посольства.

### Родина
Олександр Свистунов одружений, має двох доньок та двох синів.